# Nội chiến Afghanistan (1996–2001)
Bài viết này trình bày về lịch sử Afghanistan giữa lần đánh chiếm Kabul của Taliban và việc Taliban thành lập Tiểu vương quốc Hồi giáo Afghanistan vào ngày 27 tháng 9 năm 1996. Đây là một giai đoạn của cuộc nội chiến Afghanistan bắt đầu vào năm 1989, và cũng là một phần của cuộc chiến (theo nghĩa rộng hơn) ở Afghanistan bắt đầu vào năm 1978.
Chính phủ Nhà nước Hồi giáo Afghanistan vẫn là chính phủ được công nhận của Afghanistan đối với hầu hết các cộng đồng quốc tế, Chính phủ Tiểu Vương quốc Hồi giáo Afghanistan của Taliban tuy nhiên cũng nhận được sự công nhận từ Ả Rập Saudi, Pakistan và Các Tiểu vương quốc Ả Rập Thống nhất.
Bộ trưởng Quốc phòng Nhà nước Hồi giáo Afghanistan, Ahmad Shah Massoud, đã thành lập Mặt trận Thống nhất (Liên minh phương Bắc) đối kháng với Taliban. Mặt trận Thống nhất bao gồm tất cả các sắc tộc Afghanistan: Tajiks, Uzbek, Hazaras, Turkmens, một số người Pashtun và những người khác. Trong cuộc xung đột này, Taliban nhận được hỗ trợ quân sự từ Pakistan và hỗ trợ tài chính từ Ả Rập Xê Út. Pakistan can thiệp quân sự vào Afghanistan, triển khai các tiểu đoàn và trung đoàn của Quân đoàn Biên phòng và Quân đội Pakistan chống lại Mặt trận Thống nhất. Al Qaeda đã hỗ trợ Taliban với hàng nghìn chiến binh nhập khẩu từ Pakistan, các nước Ả Rập và Trung Á.

## Các bên tham chiến chính
Ahmad Shah Massoud (phe Mặt trận Thống nhất và Nhà nước Hồi giáo Afghanistan), Mullah Mohammad Omar (phe Taliban) và Osama Bin Laden cùng với Ayman al-Zawahiri (phe Al-Qaeda và các phe thân Ả Rập khác) là những thủ lĩnh chính của các bên tham chiến cư trú ở Afghanistan. Một bên là các nhà lãnh đạo khác, chủ yếu đến từ Pakistan (như Pervez Musharraf và sau này là Tướng Mahmud) và từ Mặt trận Thống nhất (tức là Haji Abdul Qadeer, Abdul Rashid Dostum) ở phía bên kia, tuy nhiên, không phải lúc nào cũng có mặt ở Afghanistan. Chất lượng cuộc sống của người dân Afghanistan phụ thuộc nhiều vào nhà lãnh đạo nào đang trực tiếp kiểm soát khu vực họ sinh sống. Sự tương phản rõ nét tồn tại liên quan đến cuộc sống và cấu trúc xã hội trong các vùng miền khác nhau tại Afghanistan.

### Mặt trận thống nhất (Liên minh phương Bắc)

#### Ahmad Shah Massoud
Trong suốt lịch sử hoạt động của mình, Mặt trận Hồi giáo Thống nhất Cứu nguy Afghanistan (Liên minh phương Bắc) do Ahmad Shah Massoud, một sinh viên kỹ thuật Đại học Kabul đứng đầu, trở thành nhà lãnh đạo quân sự, người đóng vai trò hàng đầu trong việc đánh đuổi quân đội Liên Xô ra khỏi Afghanistan, khiến ông có biệt danh là Sư tử của Panjshir. Những người đi theo ông còn gọi ông là Āmer Sāheb-e Shahīd (Chỉ huy Tử đạo yêu dấu của chúng ta). Tờ Wall Street Journal vào thời điểm đó đã dành một trong những trang bìa của nó cho Massoud gọi ông là "người Afghanistan đã chiến thắng trong Chiến tranh Lạnh". Sau khi quân đội Liên Xô rút khỏi Afghanistan và sự sụp đổ sau đó của chính phủ Mohammad Najibullah do Liên Xô hậu thuẫn, Massoud trở thành Bộ trưởng Quốc phòng vào năm 1992 dưới thời chính phủ của Burhanuddin Rabbani. Sau sự trỗi dậy của Taliban vào năm 1996, Massoud trở lại vai trò của một thủ lĩnh vũ trang đối lập, giữ chức chỉ huy quân sự của Mặt trận Hồi giáo Thống nhất.
Massoud là một người có tính tôn giáo và tâm linh sâu sắc, người phản đối mạnh mẽ cách giải thích của Hồi giáo của Taliban hoặc Al-Qaeda sau này. Là một người Hồi giáo dòng Sunni, ông cũng luôn mang theo một cuốn sách của bậc thầy Sufi al-Ghazali bên mình.
Taliban liên tục đề nghị Massoud giữ một vị trí quyền lực để khiến ông ngừng chống đối Taliban. Massoud từ chối vì ông không chiến đấu vì quyền lực. Massoud giải thích trong một cuộc phỏng vấn:
The Taliban say: "Come and accept the post of prime minister and be with us", and they would keep the highest office in the country, the presidentship. But for what price?! The difference between us concerns mainly our way of thinking about the very principles of the society and the state. We can not accept their conditions of compromise, or else we would have to give up the principles of modern democracy. We are fundamentally against the system called "the Emirate of Afghanistan".

Massoud tin chắc rằng chỉ có một hệ thống dân chủ mới có thể đảm bảo một nền hòa bình lâu dài ở Afghanistan. Ông muốn thuyết phục Taliban tham gia một tiến trình chính trị dẫn tới các cuộc bầu cử dân chủ trong một tương lai gần.
Vào ngày 9 tháng 9 năm 2001, hai ngày trước khi xảy ra vụ tấn công ngày 11 tháng 9 ở Hoa Kỳ, Massoud đã bị các điệp viên bị tình nghi là al-Qaeda ám sát ở tỉnh Takhar của Afghanistan. Đám tang của ông tuy diễn ra ở một vùng quê khá quê nhưng đã có hàng trăm nghìn người đến dự. Năm sau, ông được phong là "Anh hùng dân tộc" theo lệnh của Tổng thống Afghanistan Hamid Karzai. Ngày mất của ông, ngày 9 tháng 9, được coi là ngày lễ quốc gia ở Afghanistan, được gọi là "Ngày lễ Massoud". Năm sau khi bị ám sát, năm 2002, Massoud được đề cử cho Giải Nobel Hòa bình (ngẫu nhiên, giải thưởng này chưa bao giờ được trao sau khi người đó chết).
Một người tị nạn, người đã nhốt gia đình 27 người của mình vào một chiếc xe jeep cũ để chạy trốn khỏi Taliban đến khu vực Massoud, đã mô tả lãnh thổ của Massoud là "góc khoan dung cuối cùng của Afghanistan". Về cuộc sống của mình trong khu vực của Massoud, ông nói: "Tôi cảm thấy tự do ở đây. Tôi thích... bạn biết đấy, không ai làm phiền tôi. Tôi làm công việc của tôi. Tôi chăm sóc gia đình của tôi. Tôi thích cách sống ở khu vực này. " Massoud không có ảnh hưởng gì đến cuộc sống của những người sống trong khu vực của Abdul Rashid Dostum, những người đã tham gia Mặt trận Thống nhất để chống lại Taliban.
Trong vùng chiếm đóng của Massoud, phụ nữ và trẻ em gái không phải mặc burqa Afghanistan. Họ được phép đi làm và đi học. Trong ít nhất hai trường hợp đã biết, Massoud đã đích thân can thiệp chống lại các trường hợp cưỡng bức hôn nhân. Trong khi Massoud khẳng định chắc chắn rằng nam giới và phụ nữ đều bình đẳng và được hưởng các quyền như nhau, ông cũng phải đối mặt với những truyền thống của Afghanistan, điều mà ông nói sẽ cần một thế hệ trở lên mới có thể vượt qua. Theo ý kiến của ông, điều đó chỉ có thể đạt được thông qua giáo dục.
Massoud tạo ra các thể chế dân chủ được cơ cấu thành một số ủy ban: chính trị, y tế, giáo dục và kinh tế. Tuy nhiên, nhiều người đã đích thân đến gặp ông khi họ có tranh chấp hoặc vấn đề và yêu cầu ông giải quyết vấn đề của họ.
Hàng trăm nghìn người tị nạn đã chạy trốn khỏi Taliban đến các khu vực của Massoud. Năm 2001, Massoud cùng nhiếp ảnh gia nổi tiếng và cựu đại sứ LHQ Reza Deghati đã mô tả tình cảnh cay đắng của người tị nạn Afghanistan và yêu cầu sự giúp đỡ nhân đạo.

#### Abdul Rashid Dostum
Sau sự trỗi dậy của Taliban và việc họ chiếm được Kabul, Abdul Rashid Dostum tự liên kết với Liên minh Phương Bắc (Mặt trận Thống nhất) để chống lại Taliban. Liên minh phương Bắc được tập hợp vào cuối năm 1996 bởi Dostum, Ahmad Shah Massoud và Karim Khalili để chống lại Taliban. Tại thời điểm này, ông được cho là có một lực lượng khoảng 50.000 người được hỗ trợ bằng cả máy bay và xe tăng.
Giống như các nhà lãnh đạo Liên minh phương Bắc khác, Dostum cũng phải đối mặt với cuộc đấu đá nội bộ trong nhóm của mình và sau đó bị buộc phải giao quyền lực cho Tướng Abdul Malik Pahlawan. Malik tham gia vào các cuộc đàm phán bí mật với Taliban, và Taliban đã hứa sẽ tôn trọng quyền lực của ông đối với phần lớn miền bắc Afghanistan, để đổi lấy việc bắt giữ Ismail Khan, một trong những kẻ thù của Taliban. Theo đó, vào ngày 25 tháng 5 năm 1997, Malik bắt Khan, giao nộp ông ta và để Taliban tiến vào Mazar-e-Sharif, trao cho Taliban quyền kiểm soát phần lớn miền bắc Afghanistan. Vì điều này, Dostum buộc phải trốn sang Thổ Nhĩ Kỳ. Tuy nhiên, Malik sớm nhận ra rằng Taliban đã không giữ lời hứa khi ông chứng kiến người của mình bị tước vũ khí. Sau đó, ông gia nhập lại Liên minh phương Bắc, và quay lưng lại với các đồng minh ban đầu của mình, đẩy họ khỏi Mazar-e-Sharif. Vào tháng 10 năm 1997, Dostum trở về từ cuộc sống lưu vong và tiếp tục lãnh đạo. Sau khi Dostum giành lại quyền kiểm soát Mazar-e-Sharif một thời gian ngắn, Taliban quay trở lại vào năm 1998 và Malik lại trốn sang Thổ Nhĩ Kỳ.

#### Haji Abdul Qadeer
Haji Abdul Qadeer (sinh năm 1951 tại Jalalabad, Afghanistan - ngày 6 tháng 7 năm 2002 tại Kabul, Afghanistan) (tiếng Ả Rập: الحاج عبد القادر) là một nhà lãnh đạo Pashtun nổi bật chống Taliban trong Mặt trận Thống nhất. Ông là anh trai của Abdul Haq, một nhà lãnh đạo kháng chiến nổi tiếng chống lại cuộc xâm lược Afghanistan của Liên Xô. Gia đình Qadeer là một gia đình quyền lực truyền thống, có quan hệ với cựu vua Afghanistan Mohammed Zahir Shah. Haji Abdul Qadeer có cơ sở quyền lực ở phía đông Afghanistan và là thống đốc tỉnh Nangarhar quê hương ông trước khi Taliban nắm quyền.
Qadeer trở thành Phó Tổng thống Afghanistan trong chính quyền Hamid Karzai thời hậu Taliban. Vào ngày 6 tháng 7 năm 2002, Qadeer và con rể của ông đã bị các tay súng giết hại. Một người con trai khác của ông, Haji Mohammed Zaher, cũng bị bắn chết ở Kabul vào năm 2002.

### Tiểu vương quốc Hồi giáo Afghanistan

#### Taliban
Mullah Mohammed Omar đứng đầu lực lượng Taliban trong cuộc nội chiến Afghanistan. Mullah Omar tuyên bố mình là Amir-ul-Momineen (Chỉ huy của những người trung thành). Ông hiếm khi tham gia chụp ảnh và cũng hiếm khi nói chuyện trực tiếp với các nhà báo. Nhiều người coi Mullah Omar là một nhân vật trên danh nghĩa được cơ quan tình báo của Pakistan, ISI, đào tạo và kiểm soát.
Những người đi theo Taliban cho rằng Mullah Omar sinh ra ở tỉnh Uruzgan, miền Trung nước này vào năm 1962. Các nguồn khác cho biết ông sinh ra ở Kandahar, vào khoảng năm 1959. Họ cũng nói rằng Omar đã học ở một số trường Hồi giáo bên ngoài Afghanistan, đặc biệt là ở Quetta, Pakistan. Trong những năm 1980, ông tham gia cuộc kháng chiến chống lại sự xâm lược của Liên Xô. Người ta tin rằng Omar đã bị hỏng một mắt khi chiến đấu với Liên Xô với tư cách là Phó chỉ huy trưởng trong đảng Harakat-i Islami của Mohammad Nabi Mohammadi. Năm 1994, Mullah Omar nắm chính quyền ở Kandahar bằng cách lật đổ các băng đảng và dân quân địa phương trong lần xuất hiện đầu tiên của phong trào Taliban.
Mullah Omar có mối liên hệ chặt chẽ với một nhân vật nổi tiếng khác trong chính trường thế giới: Osama bin Laden. Omar đã kết hôn với một trong những con gái của bin Laden, và đã từ chối một số yêu cầu của Hoa Kỳ về việc giao nộp Osama bin Laden. Sau đó bin Laden đã bị giết vào tháng 5 năm 2011 trong một chiến dịch bí mật do các thành viên của Nhóm Phát triển Chiến tranh Đặc biệt của Hải quân Hoa Kỳ và Cơ quan Tình báo Trung ương SAD / SOG điều hành theo lệnh của Tổng thống Hoa Kỳ Barack Obama.
Phân tích từ Tổ chức Bác sĩ Nhân quyền (PHR) cho biết: "Taliban là phe đầu tiên tuyên bố nắm quyền ở Afghanistan đã nhắm vào phụ nữ để đàn áp cực đoan và trừng phạt họ một cách dã man vì những hành vi vi phạm. Theo hiểu biết của PHR, không có chế độ nào khác trên thế giới buộc một nửa dân số của mình vào chế độ quản thúc ảo tại gia một cách có phương pháp và bạo lực, ép họ phải chịu hình phạt thể xác..."
Sau khi giành quyền kiểm soát thủ đô Kabul vào ngày 26 tháng 9 năm 1996, Taliban đã ban hành các sắc lệnh cấm phụ nữ làm việc bên ngoài nhà mình, đi học hoặc rời khỏi nhà của họ trừ khi có người thân là nam giới đi cùng. Ở nơi công cộng, phụ nữ phải được che kín từ đầu đến chân trong một chiếc áo khoác burqa - một loại áo che thân dài đến tận cơ thể, chỉ có một lỗ lưới để nhìn xuyên qua. Phụ nữ không được phép đi tất hoặc giày màu trắng (màu của lá cờ Taliban), hoặc giày gây ra tiếng ồn khi họ bước đi. Ngoài ra, các ngôi nhà và tòa nhà phải có cửa sổ được sơn phủ để không thể nhìn thấy phụ nữ bên trong. Trên thực tế, phụ nữ bị cấm tham gia vào cuộc sống công cộng, bị từ chối tiếp cận với dịch vụ chăm sóc sức khỏe, giáo dục và làm việc và họ không được phép cười theo cách mà họ có thể khiến người khác nghe thấy.
Taliban, không cần bất kỳ tòa án hoặc phiên điều trần thực sự nào, sẽ chặt tay hoặc cánh tay của người dân khi người đó bị buộc tội trộm cắp. Các biệt đội tấn công của Taliban từ "Bộ khuyến khích đạo đức và phòng chống tội phạm" khét tiếng đã theo dõi các đường phố, và tiến hành các vụ đánh đập tàn bạo, công khai người dân khi họ thấy những hành vi mà họ coi là phi đạo Hồi.